# Bellecour (acteur)
Pour les articles homonymes, voir Colson et Bellecour.
Jean-Claude-Gilles Colson, dit Bellecour, est un acteur français né à Paris le 16 janvier 1725 et mort à Paris le 19 novembre 1778. Il est le frère de Jean-François Colson.

## Biographie
Fils d'un peintre portraitiste, il fait ses études chez les Oratoriens puis entre dans l'atelier de Carle Vanloo.
Entraîné par la vocation du théâtre, il rejoint une troupe à Besançon, dans laquelle joue Préville. Ses premières apparitions sur scène sont des échecs cuisants, qui apprennent au jeune débutant la modestie et le travail. Il paraît ensuite à Bordeaux avec plus de succès et y compose une comédie, Les Fausses Apparences (1750).
Appelé à Paris par Madame de Pompadour, qui veut le confronter à Lekain, Bellecour débute à la Comédie-Française le 21 décembre 1750, dans Iphigénie en Aulide de Michel Le Clerc et Jacques de Coras, et dans Le Babillard de Louis de Boissy. Il est reçu à l'essai le 4 novembre 1751 et nommé sociétaire le 24 janvier 1752.
Après la mort de Lekain (8 février 1778), Bellecour devient le doyen de la Comédie-Française jusqu'à sa propre mort, survenue neuf mois plus tard. Il avait épousé Rose-Perrine Le Roy de La Corbinaye, connue à la scène sous le nom de Mademoiselle Beauménard, puis de Madame Bellecour.

## Théâtre

### Carrière à la Comédie-Française
- 1750 : Iphigénie en Aulide de Michel Le Clerc et Jacques de Coras
- 1750 : Le Babillard de Louis de Boissy
- 1754 : Les Tuteurs de Charles Palissot de Montenoy : Damis
- 1755 : L'Orphelin de la Chine de Voltaire : Octar
- 1756 : Bérénice de Jean Racine : Antiochus (11 fois, de 1756 à 1767)
- 1760 : Le Festin de pierre de Thomas Corneille d'après Molière : Dom Juan
- 1760 : Le Café ou l'Écossaise de Voltaire : Lord Murray
- 1763 : L'Anglais à Bordeaux de Charles-Simon Favart : Brumton
- 1765 : L'Époux par supercherie de Louis de Boissy : Belfort
- 1765 : Le Méchant de Jean-Baptiste Gresset : Ariste
- 1765 : Le Chevalier à la mode de Dancourt : Le chevalier
- 1765 : Le Joueur de Jean-François Regnard : Valère
- 1765 : Le Légataire universel de Jean-François Regnard : Eraste
- 1765 : Tartuffe de Molière : Valère
- 1766 : Nanine de Voltaire : le comte d'Olban
- 1766 : Le Dépit amoureux de Molière : Eraste
- 1766 : Le Menteur de Pierre Corneille : Dorante
- 1766 : Turcaret ou le Financier d'Alain-René Lesage : Le marquis
- 1766 : Le Baron d'Albikrac de Thomas Corneille : Léandre
- 1766 : Amphitryon de Molière : Amphitryon
- 1766 : Les Femmes savantes de Molière : Clitandre[1]
- 1766 : L'homme à bonnes fortunes de Michel Baron : Moncade
- 1766 : La Seconde Surprise de l'amour de Marivaux : Le chevalier
- 1766 : Les Folies amoureuses de Jean-François Regnard : Eraste
- 1766 : Héraclius de Pierre Corneille : Martian
- 1766 : Le Mariage forcé de Molière : Alcidas
- 1766 : Tancrède de Voltaire : Lorédan
- 1766 : Le Misanthrope de Molière : Acaste
- 1766 : Alzire de Voltaire : Gusman
- 1766 : Horace de Pierre Corneille : Curiace
- 1766 : Guillaume Tell d'Antoine-Marin Lemierre : Melchtal
- 1766 : L'Enfant prodigue de Voltaire : Euphémon fils
- 1766 : Le Malade imaginaire de Molière : Cléante
- 1767 : Zaïre de Voltaire : Nérestan
- 1767 : Eugénie de Beaumarchais : Clarendon

- 1767 : Le Comte d'Essex de Thomas Corneille : Le comte
- 1767 : Athalie de Jean Racine : Abner
- 1768 : Béverley de Bernard-Joseph Saurin : Lenson
- 1768 : La Gageure imprévue de Michel-Jean Sedaine : M. Détieullette
- 1768 : Les Deux Frères d'Alexandre-Guillaume de Moissy : le marquis
- 1768 : Les Fausses infidélités de Nicolas Thomas Barthe : Valsain
- 1769 : Le Bourgeois gentilhomme de Molière : Cléonte
- 1769 : Le Misanthrope de Molière : Alceste
- 1770 : Les Deux Amis ou le Négociant de Lyon de Beaumarchais : Saint-Alban
- 1770 : L'École des femmes de Molière : Horace
- 1770 : Le Sicilien ou l'Amour peintre de Molière : Adraste
- 1770 : Athalie de Jean Racine : Mathan
- 1770 : L'École des bourgeois de Léonor Soulas d'Allainval : le marquis de Moncade
- 1770 : La Veuve de Charles Collé : le chevalier du Lauret
- 1771 : Jodelet ou le Maître valet de Paul Scarron : Don Juan
- 1771 : La Mère jalouse de Nicolas Thomas Barthe : Vilmon
- 1771 : Le Bourru bienfaisant de Carlo Goldoni : Dorval
- 1773 :  Le Centenaire de Molière de Jean-Baptiste Artaud : Alceste
- 1773 : L'Assemblée d'Augustin-Théodore Lebeau de Schosne, suivi de L'Apothéose de Molière (ballet)
- 1773 : Les Précieuses ridicules de Molière : Du Croisy
- 1774 : La Partie de chasse de Henri IV de Charles Collé : Sully
- 1775 : Le Barbier de Séville de Beaumarchais : Le comte Almaviva
- 1775 : Le Gâteau des rois de Barthélemy Imbert
- 1776 : La Rupture de Madame Delhorme : Valère
- 1776 : Le Malheureux imaginaire de Claude-Joseph Dorat : Le chevalier d'Epermon

## Source
- Base documentaire La Grange sur le site de la Comédie-Française (pièces et rôles joués)